# Born to Run (sång)
Born to Run är en sång skriven av den amerikanska sångaren Bruce Springsteen, och är även titellåt på hans album med samma namn. Låten skrevs 1974 på 7½ West End Court i Long Branch, New Jersey som var hans sista chans att nå ut med sin musik till en större publik vilket han lyckades med.  Sången tog hela sex månader att spela in och var den första sången som spelades in för skivan med samma titel. Låten släpptes senare på singel den 25 augusti 1975. När musiktidningen Rolling Stone rankade de 500 bästa låtarna genom tiderna hamnade sångenpå 21st plats.

### Fotnoter
1. ↑  Masur, Louis P. (22 september 2009). ”Tramps Like Us: The Birth of Born To Run.”. Slate. http://www.slate.com/id/2226603/pagenum/all.